# Walter Reinhardt Sombre
Walter Reinhardt Sombre (auch Walter Balthasar Reinhardt, Walter Reinhard oder Walter Reinert; * um 1725; † 4. Mai 1778 in Agra) war ein Abenteurer und Söldner, der sich ab den 1750er Jahren in Indien betätigte.

## Herkunft
Reinhardts Geburtsort und Nationalität sind unklar. Sebastian Euringer berichtet von dessen Geburt am 3. Juli 1726 in Mindelzell als Sohn des Johann Peter Rainer und seiner Frau Regina geb. Kohler. The Imperial Gazetteer of India, ein zwischen dem späten 19. und frühen 20. Jahrhundert erschienenes Nachschlagewerk, bezeichnet ihn als gebürtigen Luxemburger, von Beruf Metzger, der in französischen Diensten nach Indien kam. Ein österreichisches Nachschlagewerk von 1873 gibt an, er sei Österreicher aus dem Montafon in Vorarlberg. Anderen Quellen zufolge sei er gebürtig aus Trier oder dem Elsass und habe als Zimmermann gearbeitet. In wieder anderen Quellen taucht der Name „Walter Sommer“ (Erinnerungen eines französischen Offiziers) und ein Geburtsort „Michelbach“ auf. Es sind noch weitere Namens- und Herkunftsvarianten bekannt, auch Kontakte zu Sinti mit einer dem Hindi ähnlichen Sprache wurden vermutet. Die Herkunft des Namensbestandteils Sombre ist ebenso unklar. Es könnte sich um einen Kampfnamen gehandelt haben. In verschiedenen, meist indischen, Quellen wird der Name als Samru, Samroo oder ähnlich wiedergegeben.

## Söldnertätigkeit

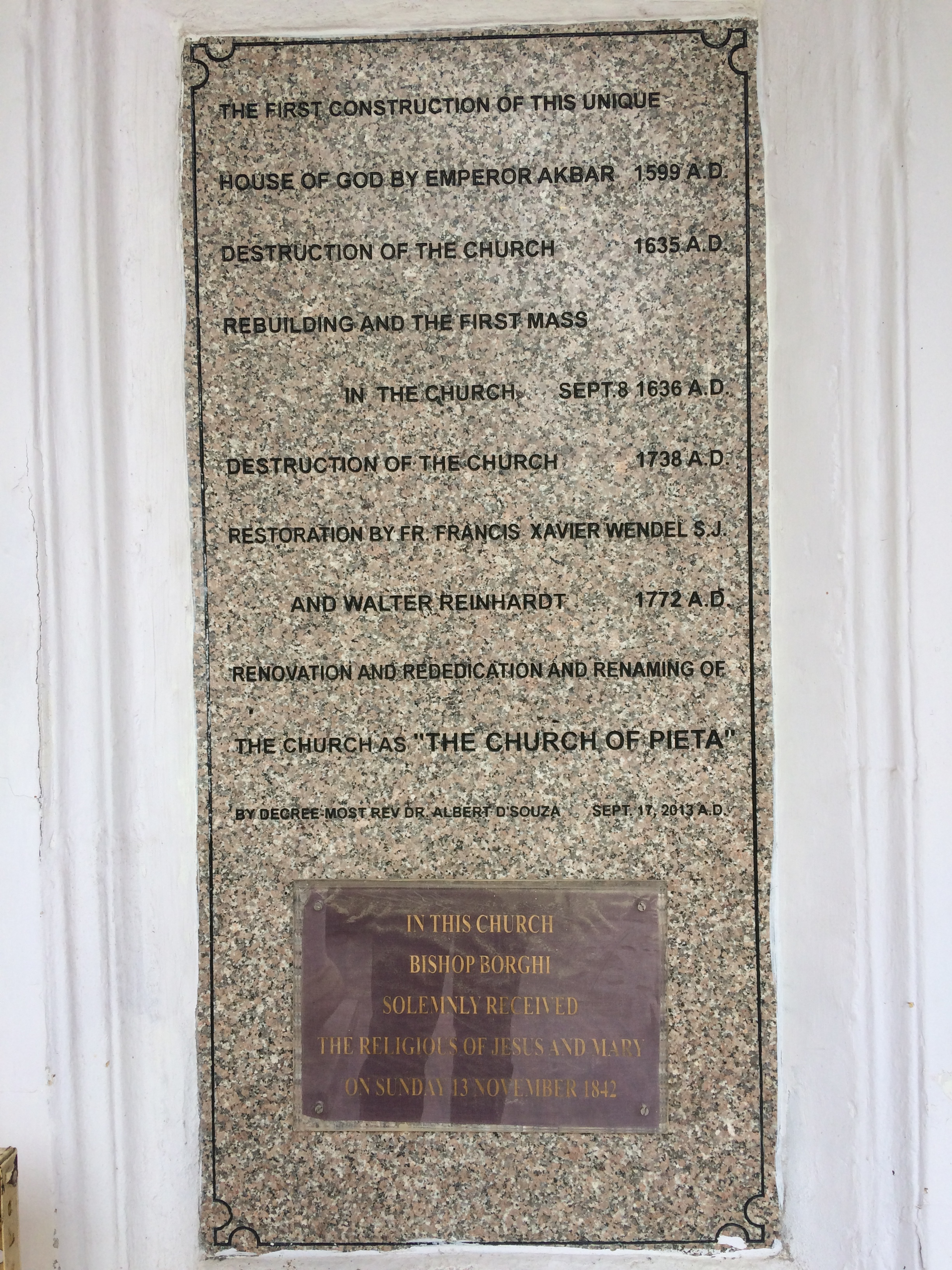
Gedenktafel an der Akbar’s Church in Agra

Reinhardt kam um 1754 als Söldner der französischen Ostindienkompanie nach Indien. Er lief zu den britischen Truppen über und erreichte den Rang eines Unteroffiziers. Von dort desertierte er erneut, um in Chandernagore wiederum in französische Dienste einzutreten. Nach der Auflösung dieses Stützpunktes schloss er sich Jean Law de Lauriston auf dessen Zügen durch Indien 1757 bis 1760 an. Er verblieb dort, bis diese Truppe Ende 1760 bei der Unterstützung Shah Alams II. zerschlagen wurde. Anschließend trat er in die Dienste des Fürsten Mir Qazim, Nawab Nizam von Bengalen und Orissa, ein. Von britischer Seite wurde ihm vorgeworfen, in dessen Auftrag 1763 in Patna rund 60 britische Gefangene ermordet zu haben. Danach setzte er sich nach Oudh ab, wo er einer Reihe lokaler Machthaber diente. Gemeinsam mit François Xavier Wendel S. J. beteiligte sich Walter Reinhardt bis 1772 am Wiederaufbau der zerstörte Church of Akbar. 1777 trat er, inzwischen mit einer eigenen Söldnertruppe, in den Dienst Mirza Najaf Khans ein, seinerseits ein Verbündeter von Shah Alam II., der ihm als Lohn die Herrschaft über die Region (Pargana) Sardhana übertrug. Reinhardt starb am 4. Mai 1778 in Agra, seine Grabstätte auf dem dortigen römisch-katholischen Friedhof ist noch heute erhalten. Das Grab trägt die portugiesische Inskription: „Aqui jaz o Walter Reinhard morreo aos 4 de Mayo no anno de 1778“.

## Privatleben
Der etwa 45 Jahre alte Reinhardt lernte um 1765 oder 1767 im Rotlichtmilieu die damals etwa vierzehnjährige Nautch-Tänzerin Farzana kennen, die später als Begum Samru bekannt wurde. Er unterhielt eine Beziehung zu ihr, nach manchen Quellen heiratete er sie. Ob eine rechtsgültige Ehe eingegangen wurde, gilt allerdings bis heute als ungesichert. Begum Samru, arabischer Abstammung, konvertierte zum katholischen Glauben. Sie nahm den Namen Joanna Nobilis Sombre an und übernahm nach Reinhardts Tod dessen Funktion und auch seine Söldnertruppe. Begum Samru galt als einzige katholische Herrscherin in Indien. Sie hatte keine leiblichen Kinder und adoptierte 1834 David Ochterlony Dyce Sombre, den Ur-Enkel von Walter Reinhardt Sombre.

## Legendärer Reichtum
Reinhardt bzw. Begum Samru wurde ein enormes Privatvermögen nachgesagt, dessen Höhe in den 1950er Jahren auf 18 Milliarden Deutsche Mark geschätzt wurde und das unter der Verwaltung der britischen Krone stehen soll. Bereits 1851 soll es in London zu einem Rechtsstreit um das Erbe des mutmaßlichen Reinhardt-Urenkels David Ochterlony Dyce Sombre gekommen sein. Seither haben sich mehrere Personen und Organisationen gemeldet, die dieses legendäre Vermögen beanspruchen. Im deutschsprachigen Raum existiert eine „Reinhardt's Erbengemeinschaft“, die angibt, die Ansprüche der Erben des Walter Reinhardt zu vertreten. Ähnliche Organisationen gibt es in den USA.